# Hugh Ragin
Hugh Ragin (Houston, 1951. április 9. –) amerikai dzsessztrombitás.

## Pályakép
Hugh Ragin Honoluluban (Hawaii) született, a texasi Houstonban nőtt fel. Kora-tinédzser korában trombitálni kezdett. Klasszikus zeneórákon képezték.
A houstoni All-City High School Orchestra tagja volt. A Houstoni Egyetemen szerzett zenetanári diplomát, és a Colorado State University-n klasszikus trombitaművészi diplomát.
1978-ban a Creative Music Studióban Roscoe Mitchellnél folytatta tanulmányait. Egy évvel később fellépett Mitchell-lel, Wadada Leo Smith-szel és a Creative Orchestraval a németországi Moers Fesztiválon. Ezután Anthony Braxtonnal turnézott, az 1980-as évek elején pedig Maynard Ferguson dzsessztrombitásszal.
David Murray együttesének lett tagja az 1980-as években. Ragin olyan zenészekkel is együttműködött, mint Anthony Braxton, Dizzy Gillespie, Spencer Barefield, Fred Wesley, Leo Smith, Sun Ra...

## Albumok
- Metaphysical Question (1984, 1989)
- Gallery (1998)
- An Afternoon in Harlem (1999)
- Fanfare & Fiesta (2001)
- Back to Saturn (2001)
- Feel the Sunshine (2002)
- Sound Pictures for Solo Trumpet (2002)
- Revelation (2004)

### Roscoe Mitchell
partner)
- Sketches from Bamboo (1979)
- Snurdy McGurdy and Her Dancin' Shoes (1981)
- 3 x 4 Eye (1981)
- Live at the Knitting Factory (1987)
- Nine to Get Ready (1997)
- Duets with Tyshawn Sorey and Special Guest Hugh Ragin (2013)
- Bells for the South Side (2017)
- and the Art Ensemble of Chicago: We Are On The Edge (A 50th Anniversary Celebration) (2019)

### David Murray
partner)
- New Life (1985)
- Hope Scope (1987)
- Remembrances (1990)
- David Murray Big Band (1991)
- South of the Border (1992)
- Picasso (DIW, 1993)
- Dark Star: The Music of the Grateful Dead (1996)
- Fo Deuk Revue (1996)
- Speaking in Tongues (1997)
- Octet Plays Trane (1999)
- Yonn-Dé (2001)
- Now Is Another Time (2003)

## Fordítás
Ez a szócikk részben vagy egészben  a   Helen Humes című angol Wikipédia-szócikk ezen változatának fordításán alapul.  Az eredeti cikk szerkesztőit annak laptörténete sorolja fel. Ez a jelzés csupán a megfogalmazás eredetét és a szerzői jogokat jelzi, nem szolgál a cikkben szereplő információk forrásmegjelöléseként.